# Josef Beyrer

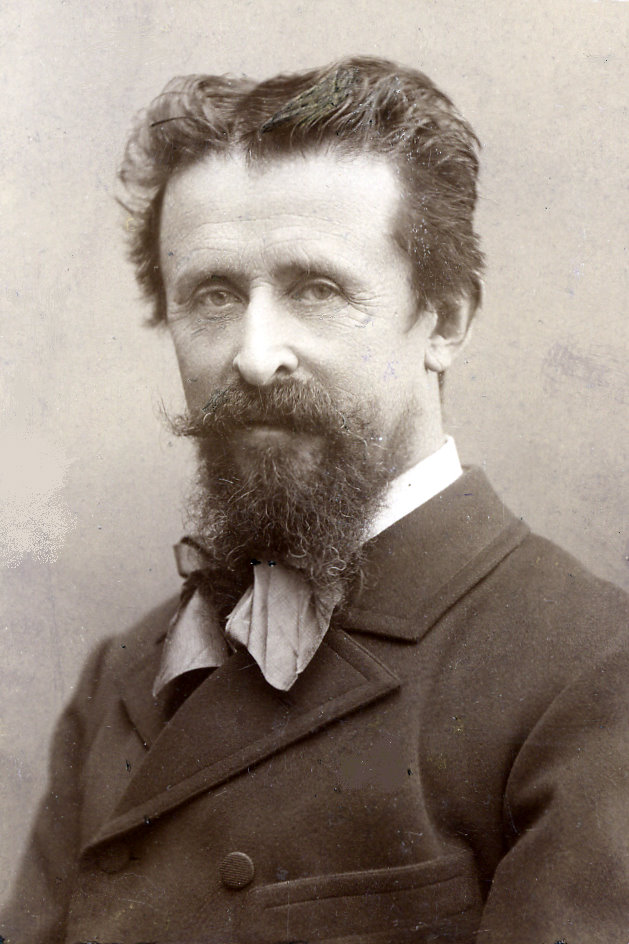
Porträt von Josef Beyrer, 1897

Josef Beyrer (* 24. Dezember 1839 in Lermoos-Obergarten; † 19. Dezember 1924 in Imst) war ein österreichischer Bildhauer des 19. Jahrhunderts. Er lebte einige Jahre in Kaufbeuren und lange Zeit in München und in Imst. Sein Sohn Eduard Beyrer erlangte als Bildhauer ebenfalls Bedeutung.

## Leben
Am Heiligen Abend des Jahres 1839 wurde Josef Beyrer in Lermoos getauft, und er hat wohl auch am selben Tag im Ortsteil Obergarten, wo sein Vater den Beruf eines Drechslers ausübte, das Licht der Welt erblickt. Mit dem Werkstoff Holz kam er also im väterlichen Haus seit seiner frühesten Kindheit in Berührung.

„Schon im Alter von fünf Jahren träumte der Knabe, einstens Bildhauer zu werden, und dieses Verlangen wuchs von Jahr zu Jahr mehr, namentlich aber als seine Schuljahre zu Ende gingen. Diese Sehnsucht mußte Beyrer oft stark büßen: da sein Vater dem Vorhaben aus materiellen Gründen sehr entgegen war, wurde dem jungen Kunstbeflissenen sowohl das Zeichnen wie etwas in Holz schneiden bei strenger Strafe verboten. Endlich lief Beyrer im Alter von 13 Jahren von Hause fort und kam mit Hilfe eines Vetters 1853 als Schüler zu dem damals 70-jährigen Bildhauer Franz Xaver Renn in Imst …“

Die drei Lehrjahre – von 1853 bis 1856 – bei Franz Xaver Renn in Imst wurden prägend für das ganze Leben Beyrers: Er betrachtete Imst als seine „zweite Heimat“ und kehrte 1898 auch in diese Stadt zurück, um dort seinen Lebensabend zu verbringen.
Von 1857 bis 1862 arbeitete Josef Beyrer bei seinem Landsmann Johann Nepomuk Petz in München. (Auch Petz stammte aus Lermoos, war jedoch kein Renn-Schüler.) Bei Petz führte Beyrer bereits „viele Einzelfiguren und Reliefs in Holz“ aus.
Beyrers Plan, nach Amerika auszuwandern, wurde nicht ausgeführt, weil Beyrer seit 1862 immer reichlichere Beschäftigung fand. In genanntem Jahr gründete er mit seinem späteren Schwiegervater, dem Steinmetzmeister Johann Schwarz, in Kaufbeuren nämlich ein „Atelier für Altarbau und Kirchenrestaurationsarbeiten“. Wie die beiden zusammenfanden ist ebenso unbekannt wie die genaue Arbeits- und Kompetenzverteilung in dem offenbar rasch florierenden Betrieb. Allem Anschein nach war jedoch Schwarz der Chef, der auch die gemeinsam ausgeführten Aufträge abrechnete.
Am 30. September 1865 heiratete Beyrer in Kaufbeuren die mittlerweile 19-jährige Tochter Maria Anna seines „Kompagnons“. Noch im selben Jahr übersiedelte das junge Paar nach München, wo Beyrer nun in der Karlstraße 38 ein eigenes Atelier einrichtete (Wohnung war jedoch in der Marsstraße 40). 33 Jahre lang betrieb Beyrer dieses Atelier mit größtem Erfolg. Berufungen an die Kunstschulen in Nürnberg 1866 und Innsbruck 1868 lehnte er unter Hinweis auf seine vielen Aufträge ab, doch auch deshalb, weil er München nicht verlassen wollte. Von Beginn an hat Beyrer in München auch Mitarbeiter beschäftigt – zunächst seinen jüngeren Bruder Heinrich, später auch den Sohn Eduard. Weiter werden die Bildhauer Georg Rauscher und Franz Uhl als Helfer genannt.
Warum Beyrer, noch keine 60 Jahre alt, 1898 München dann doch verließ und „als Pensionär“ nach Imst ging, gehört ebenso zu den noch ungeklärten Fragen wie der Fortgang seiner Ehe. Starb seine Frau vor seinem Wegzug bereits in München – oder haben sich die beiden gar getrennt? Merkwürdig ist jedenfalls, dass Beyrer seinen 60. Geburtstag offenbar in England verbrachte und dort eine Zeichnung seiner „treuen Freundin Johanna von Neuner“ widmete.
Der Reuttener Historiker Richard Lipp berichtet, Beyrer habe München wegen „Billigkonkurrenz“ verlassen, und ein hartnäckiges Magenleiden habe ihn an der Ausübung seiner Kunst gehindert. Offenbar hat Beyrer jedoch auch nach seiner Rückkehr nach Imst noch gearbeitet, freilich in bescheidenerem Maß. Dass Beyrer „seinen Lebensabend in größter Armut in Imst verbrachte“, muss in dieser Verallgemeinerung bezweifelt werden. Denn allein schon die Rechnungen im Pfarrarchiv von Heilig-Kreuz in München-Giesing und St. Georg in Augsburg bezeugen die hohen Einkünfte Beyrers in seinen letzten Münchener Jahren. Glaubhaft ist jedoch der Verlust seines „bescheidenen Vermögens“ durch die Geldentwertung in der Hochinflation. So war der einst so erfolgreiche Bildhauer am Ende seines Lebens in der Tat auf die Wohltätigkeit anderer angewiesen. Am 19. Dezember 1924, kurz vor seinem 85. Geburtstag, starb Josef Beyrer an einem Schlaganfall.

## Werk

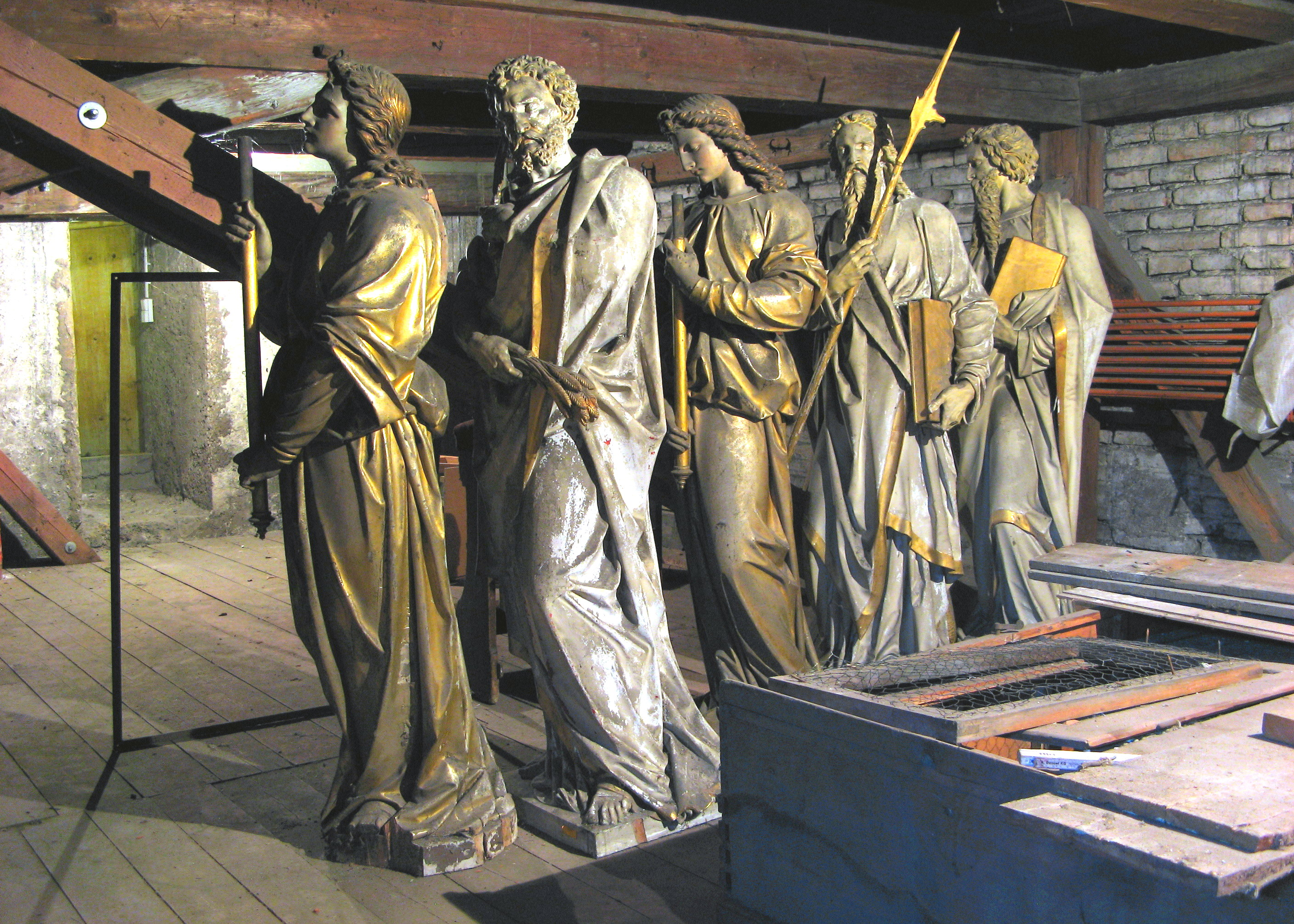
Apostelstatuen in Augsburg St. Georg (deponiert)

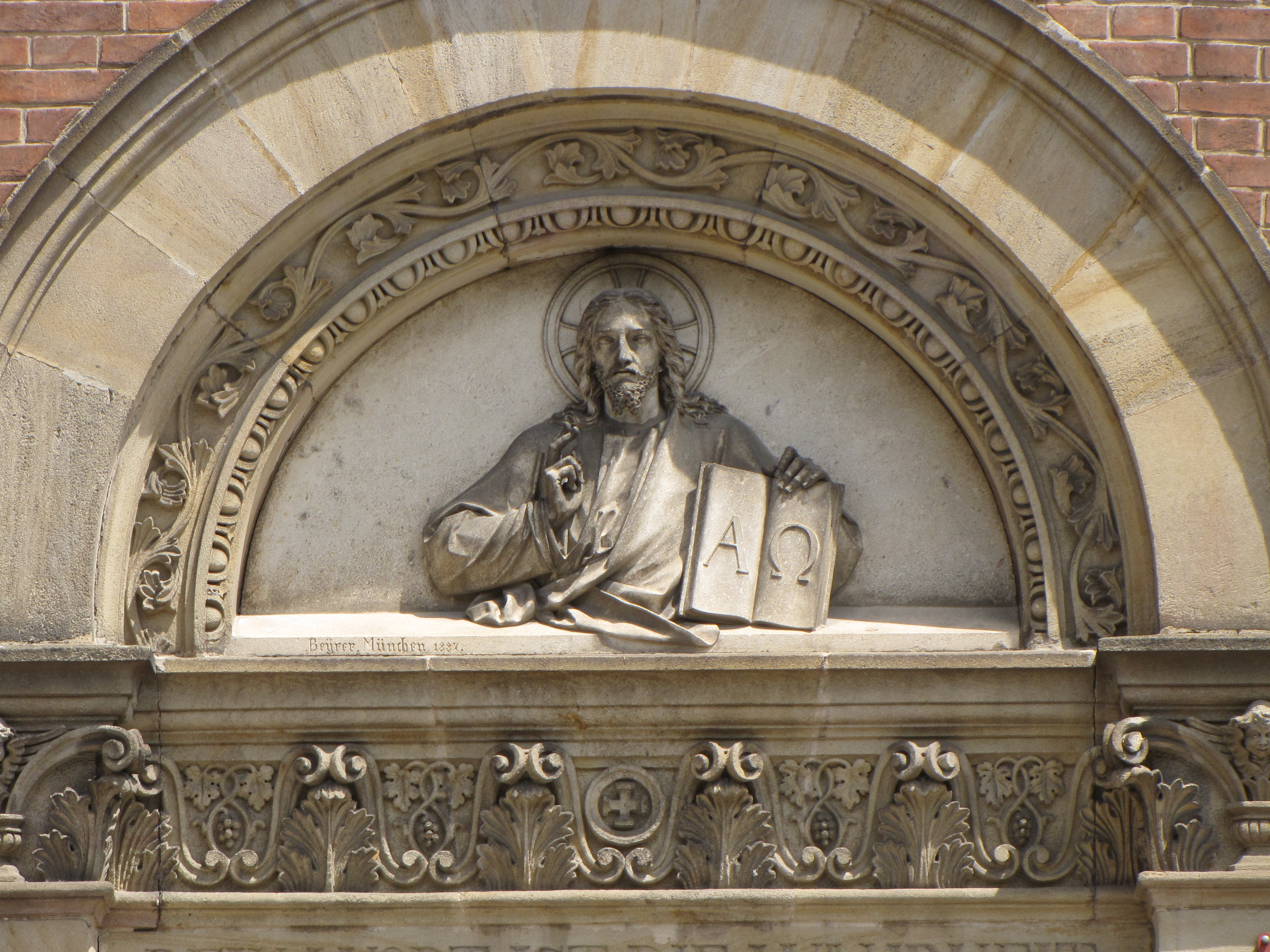
Steinrelief über dem Eingang der Erlöserkirche in Eichstätt

Die Schulung durch Renn zeigt sich immer wieder an Beyrers späteren Arbeiten in kleinen, aber verräterischen Details. Wohl als Dank an seinen Lehrherrn verfasste er 1923 seine „Renn-Geschichte“. Bereits in Imst erlebte der Lehrling Josef Beyrer auch seine erste Begegnung mit der aufblühenden Kunst der Nazarener.
Obgleich er nicht dessen Schüler war, weder im Atelier noch an der Münchner Akademie, so wurde Josef Beyrer doch „bald ganz von Josef Knabl beeinflusst“. Auch Knabl war ein Schüler von Franz Xaver Renn (Lehre von 1834 bis 1837). Ab 1862/63 hatte er die Professur für kirchliche Plastik an der Münchner Akademie inne.
Beyrer beherrschte das Bildhauerhandwerk perfekt, ja geradezu virtuos. Die Zahl seiner geschaffenen und auch der noch erhaltenen Werke ist beeindruckend, obgleich viele Arbeiten der Vernichtung anheimfielen, insbesondere in den fünfziger und sechziger Jahren des vorigen Jahrhunderts, als man „die Nazarener“ und die gesamte kirchliche Kunst des 19. Jahrhunderts als minderwertig betrachtete. Als Werkstoff verwendete Beyrer meistens Holz, doch er konnte auch eigenhändig Steinarbeiten ausführen. Freilich überließ er letztere meistens seinen Mitarbeitern und fertigte dazu nur die Entwürfe. Seine eigenhändigen Werke signierte Beyrer in aller Regel, wobei er das J seines Vornamens mit dem B des Nachnamens ligierte.
Anfangs erfolgte dies in einer sorgfältig eingekerbten Schreibschrift, in den späteren Jahren verwendete er „gotische“ (= gebrochene) Schriftzeichen.
Hauptverbreitung fanden die Werke Josef Beyrers in Schwaben. Aber auch im übrigen Bayern und Deutschland lassen sich Arbeiten von ihm nachweisen. Einzelne Werke lieferte er sogar nach Frankreich, England und in die Schweiz.
Wie die gesamte „historistische“ Kunst des 19. Jahrhunderts, so erlebte auch das Werk Beyrers im Laufe der Zeit eine höchst unterschiedliche Wertschätzung und Beurteilung. Eine erste Würdigung erschien bereits kurz nach seinem Tod.
Das Museum im Ballhaus in Imst verwahrt insgesamt 29 Blätter aus Beyrers Nachlass (Datierungen bis 1901).

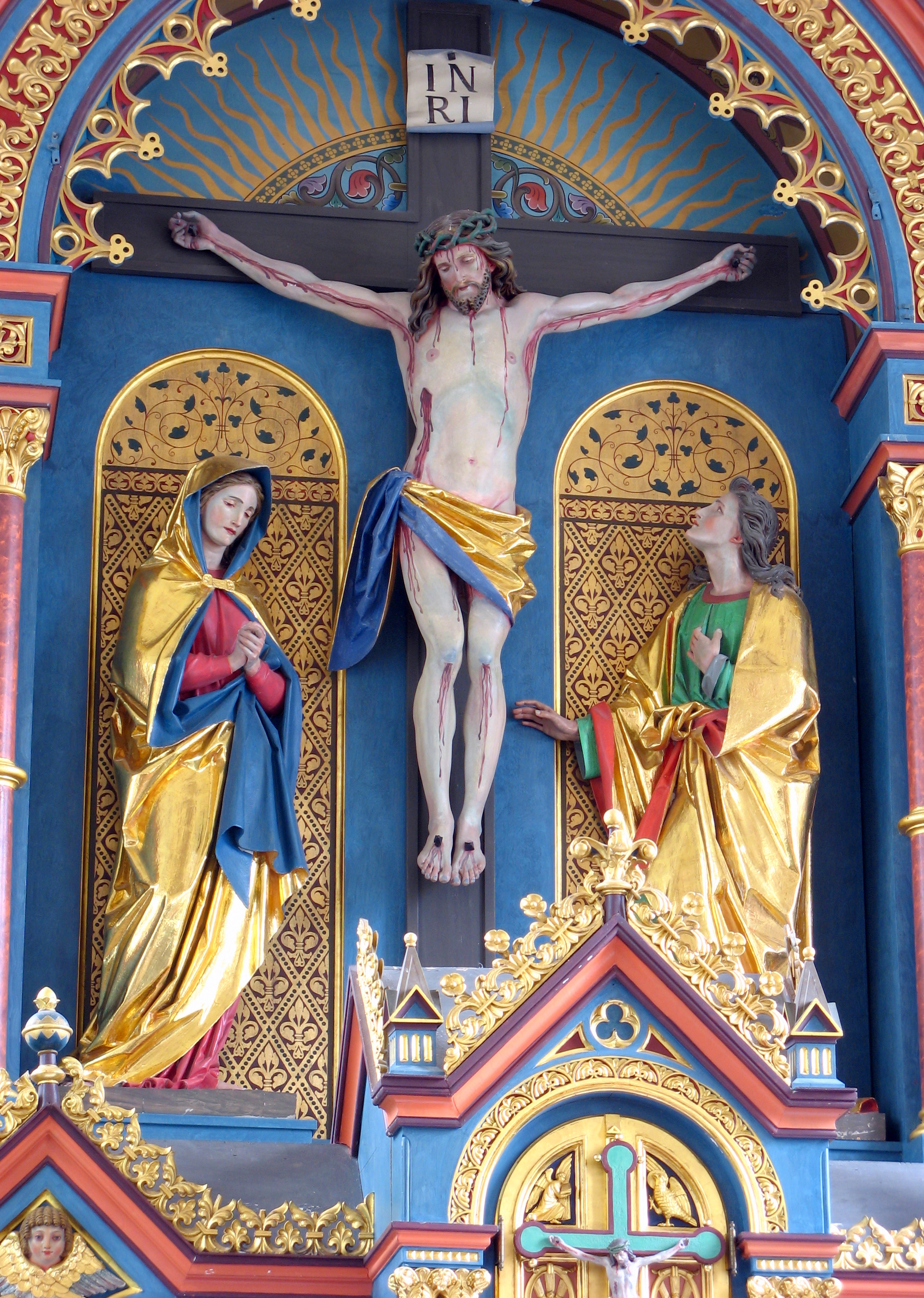
Kreuzigungsgruppe in der Pfarrkirche Lauchdorf
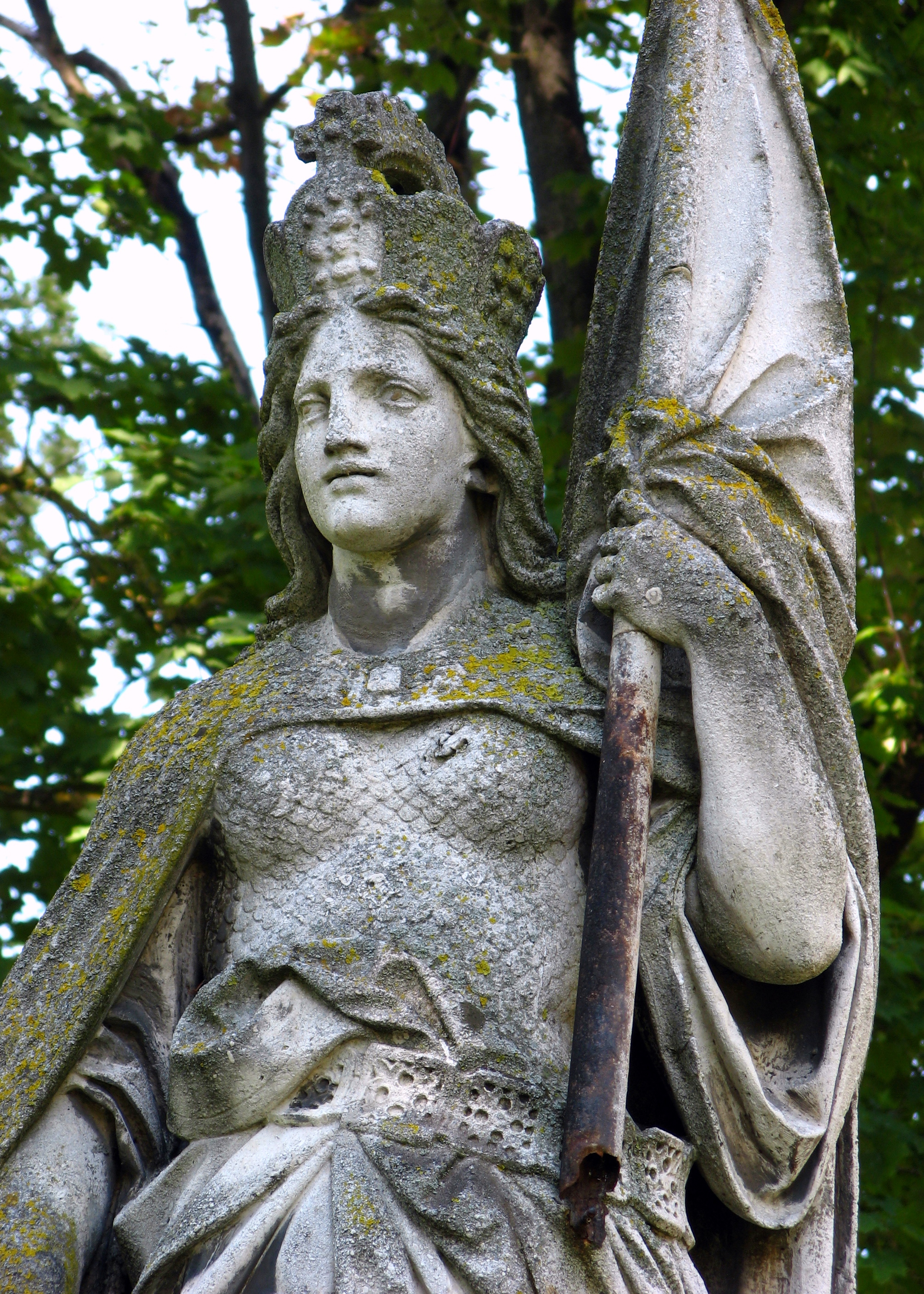
Kriegerdenkmal in Kaufbeuren
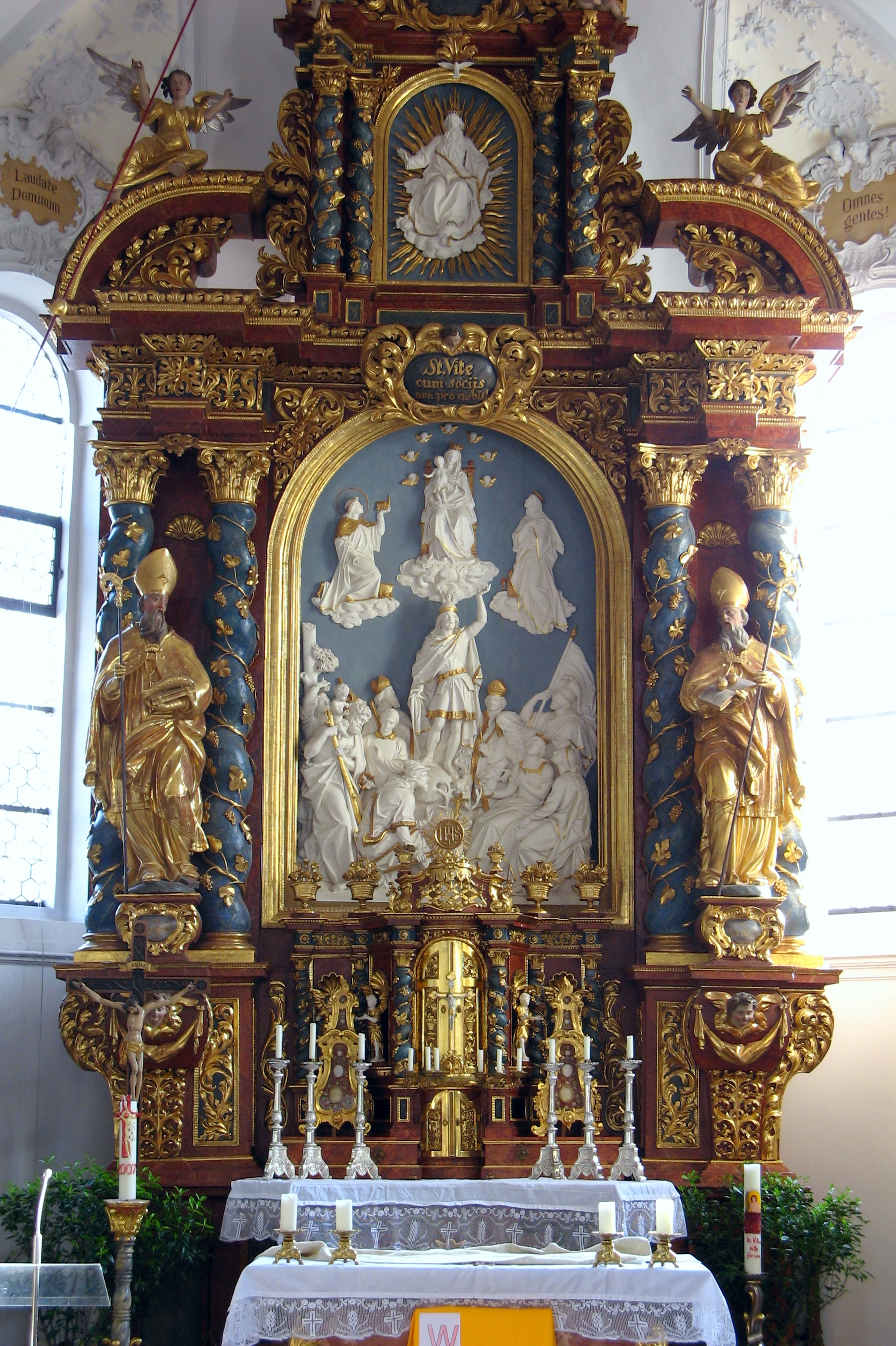
14 Nothelfer am Choraltar in Mauerstetten
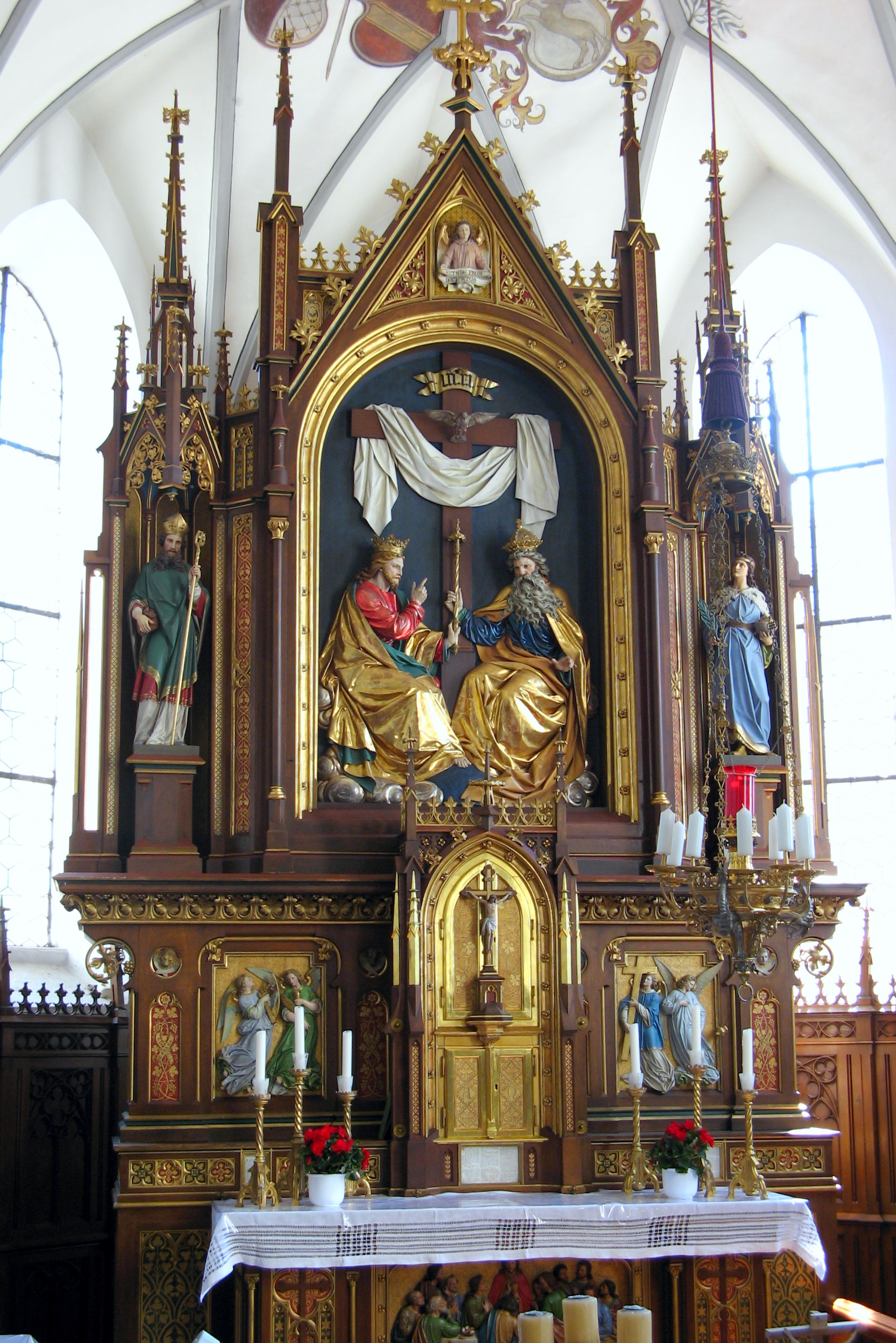
Neugotischer Hochaltar in Rettenbach
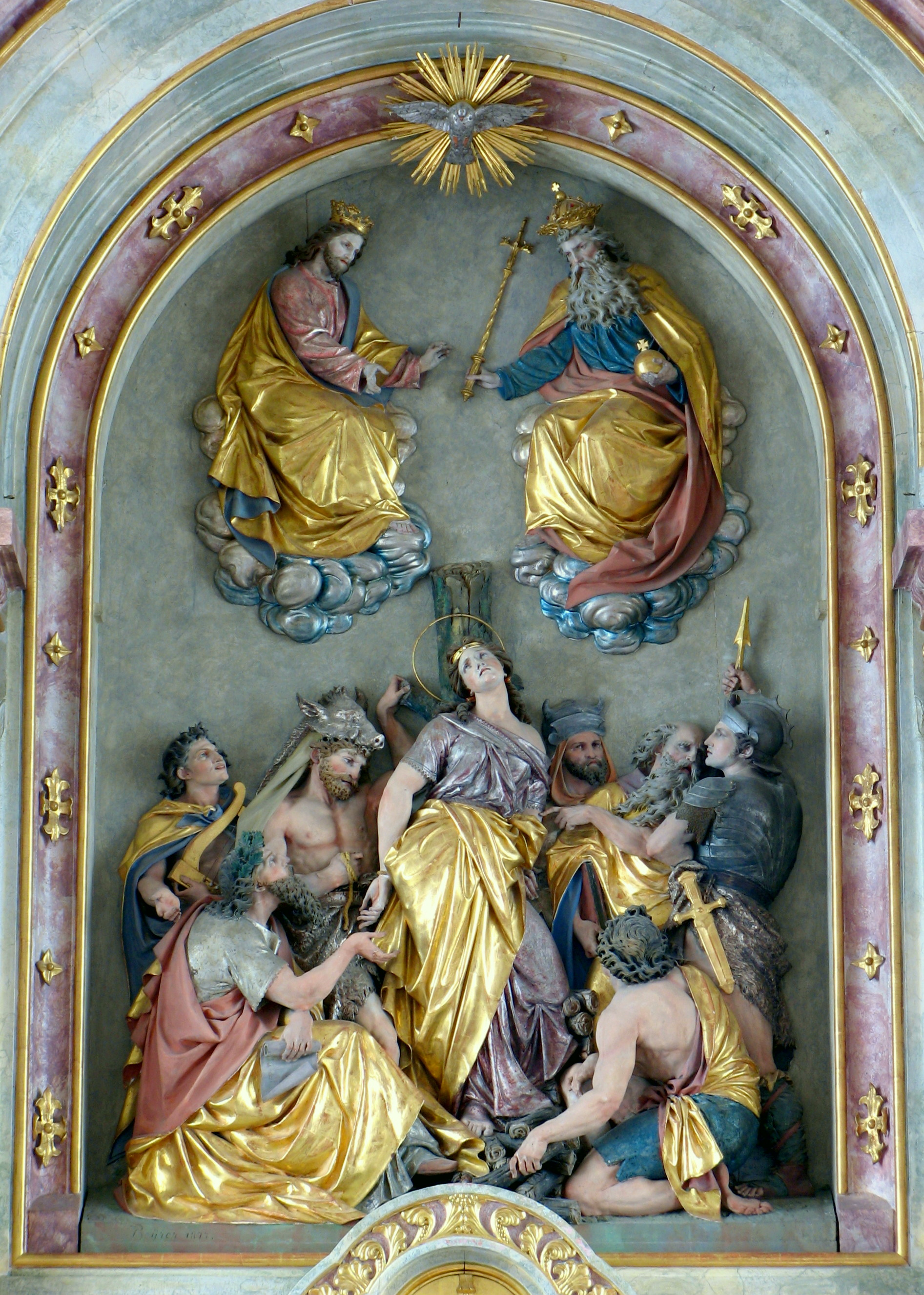
Tod der hl. Afra, Relief im Hochaltar von Eggenthal
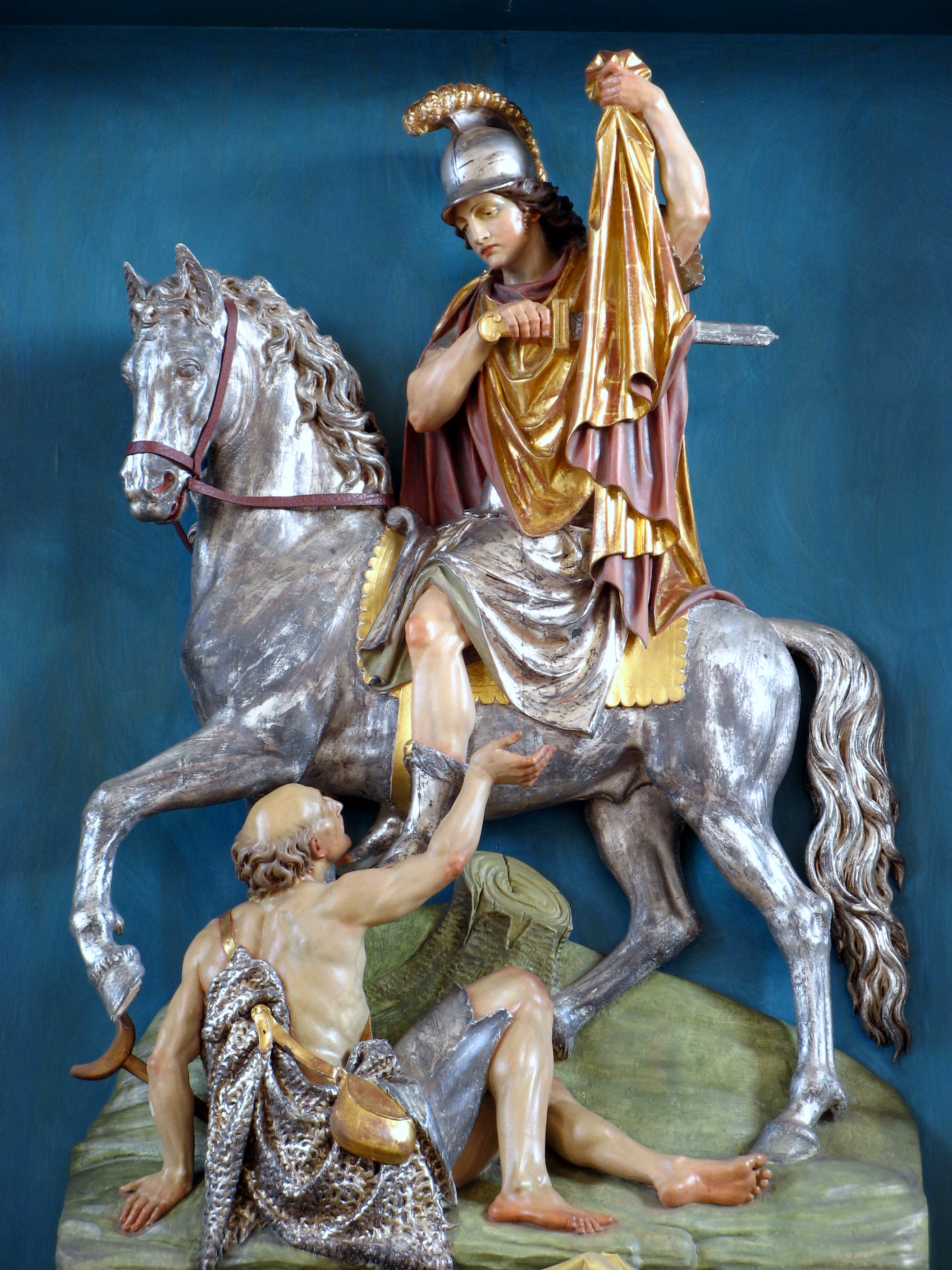
Martinsgruppe im Choraltar von Oberrieden
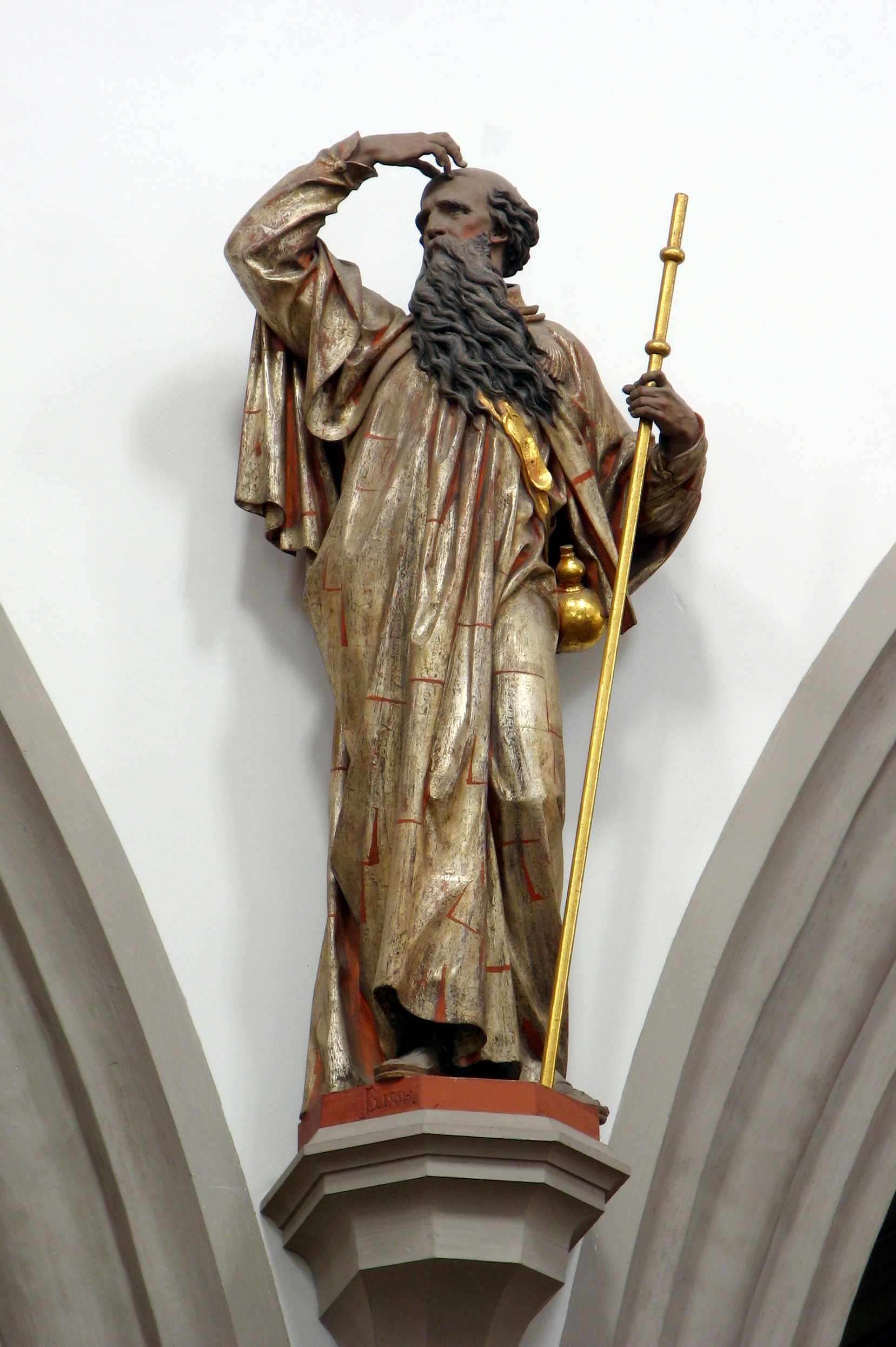
Hl. Jakobus d. Ä. in St. Martin, Kaufbeuren
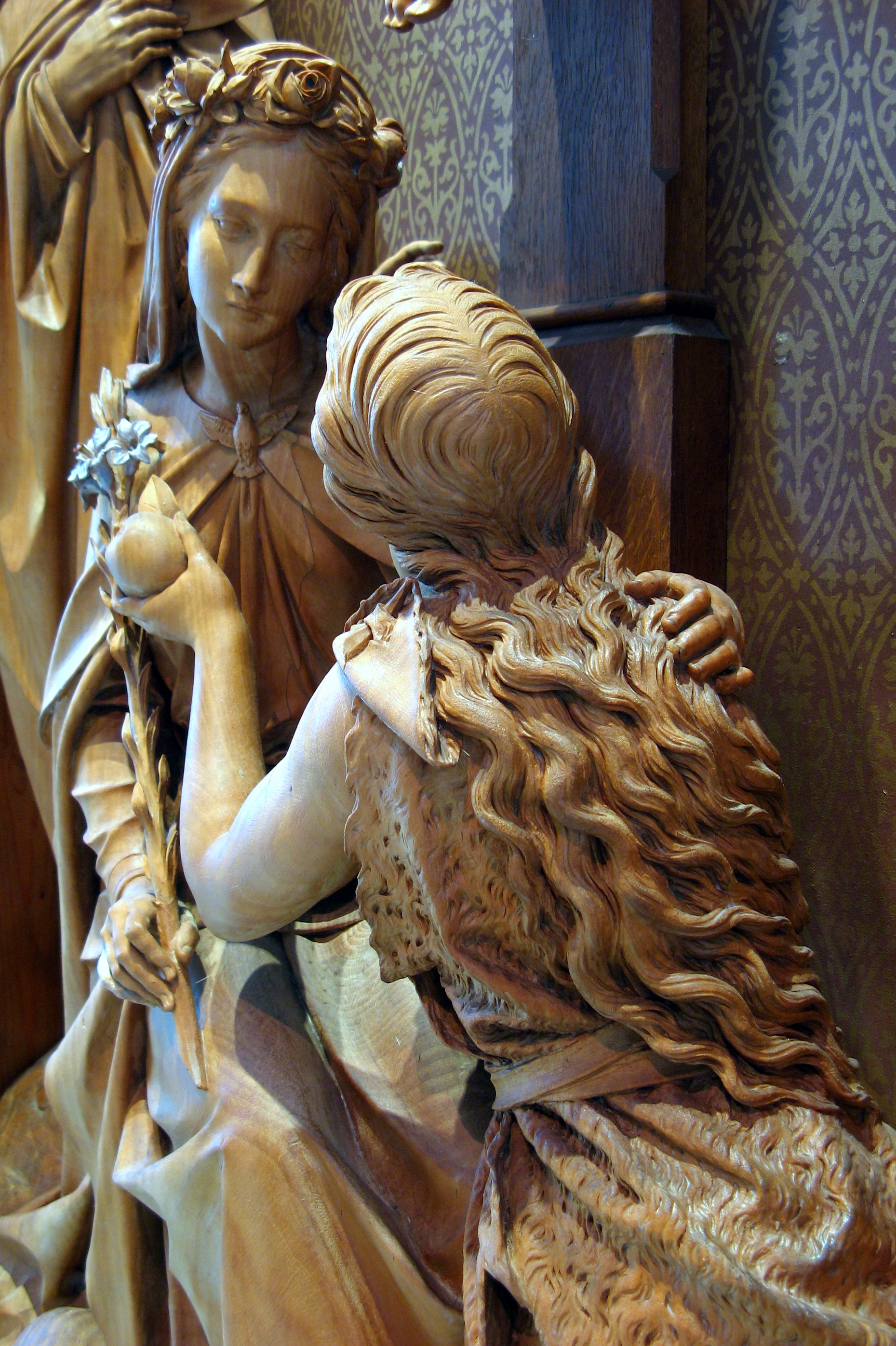
„Ave und Eva“, Detail des Altarreliefs im Museum Imst
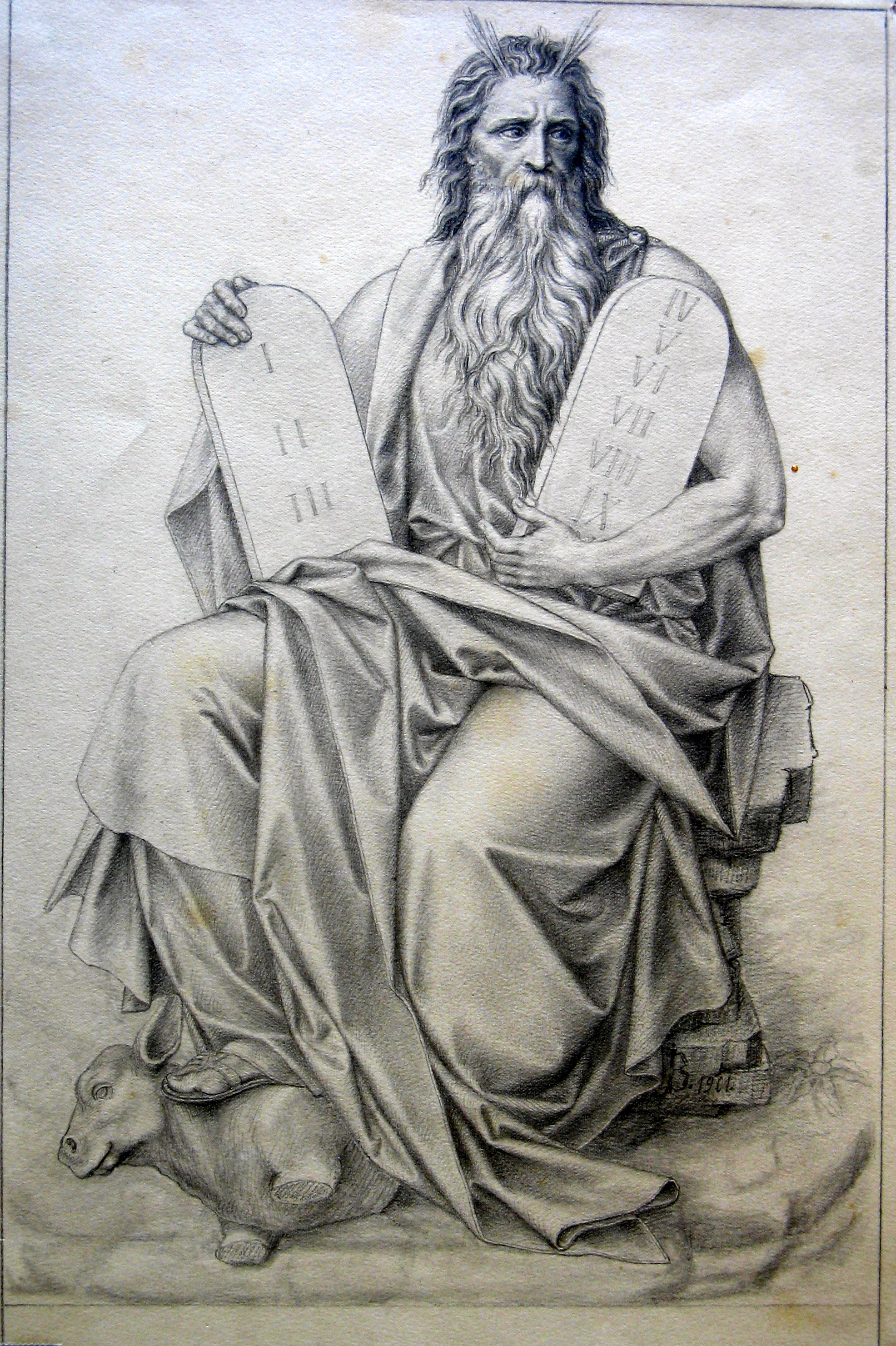
„Moses“, Grafik im Ballhausmuseum Imst

## Werkliste

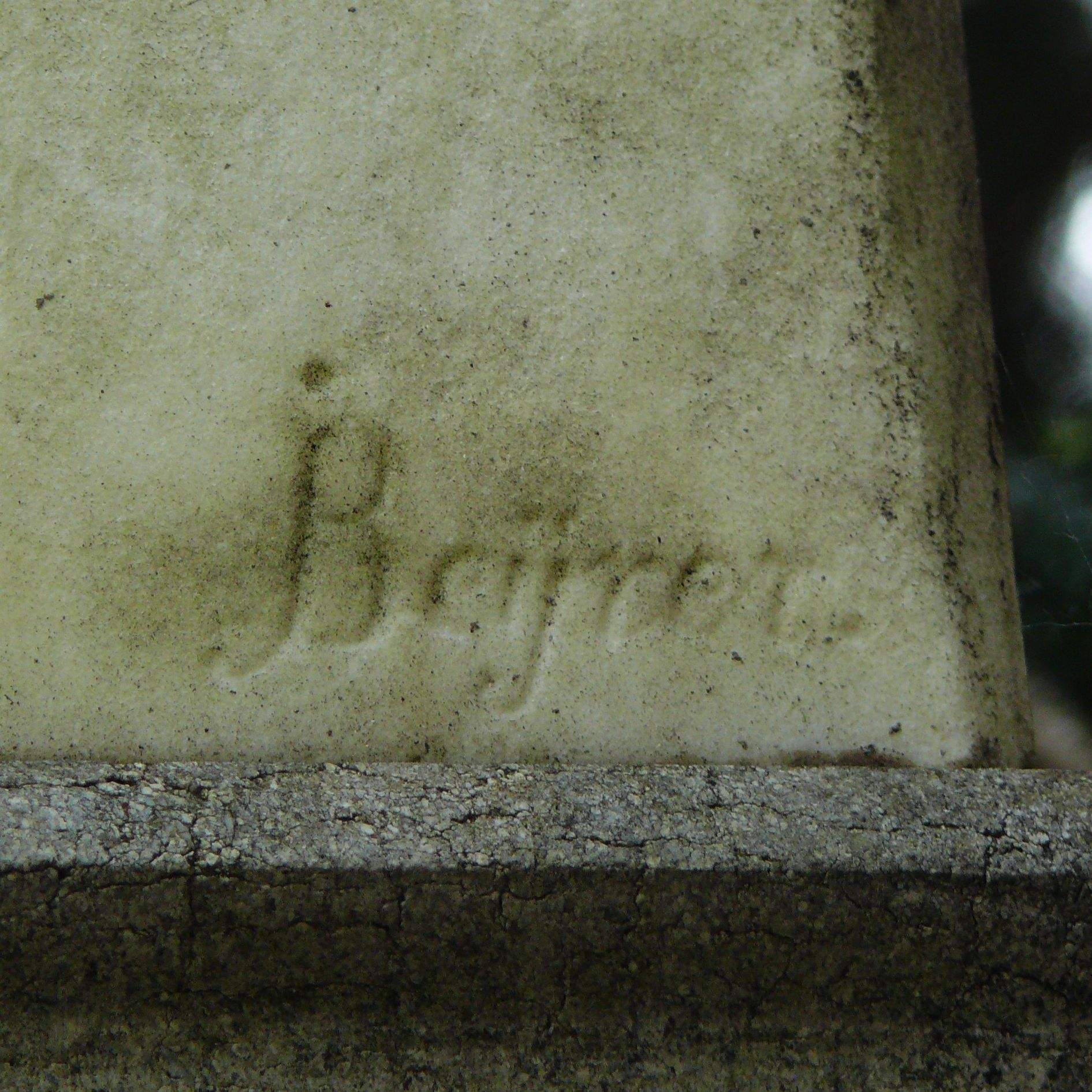
Signatur an der Büste des Denkmals für Christoph Friedrich Schrader, Kaufbeuren

Die folgende Werkliste ist aus mehreren Gründen sehr unvollständig und lückenhaft. Es fehlen z. B. alle Arbeiten, die Beyrer bereits während der fünf Jahre bei Johann Petz ausgeführt haben soll. Auch wenn die Werke Beyrers bereits zu seinen Lebzeiten gut dokumentiert wurden, so sind diese Verzeichnisse doch keineswegs komplett. Schließlich gebietet auch die Vielzahl der bekannten Arbeiten eine strikte Beschränkung auf die wichtigsten und interessantesten Beispiele.
- Ab 1862: Ebersbach (Ostallgäu), Pfarrkirche St. Ulrich: Teile der reichen Figurenausstattung unter Führung von Johann Schwarz (Ausstattung vollständig erhalten)
- Ab 1862 (bis 1882): Zaisertshofen (Unterallgäu), Pfarrkirche St. Silvester: Komplette neuromanische Ausstattung, ausgeführt zusammen mit Johann Schwarz nach Entwurf von Ludwig Leybold (1954 entfernt; erhalten blieben die Figur des Kirchenpatrons und die Kreuzgruppe, letztere jetzt in der Friedhofskapelle)
- Ab 1864: Lauchdorf (Ostallgäu), Pfarrkirche Mariä Himmelfahrt: Hochaltarfiguren (Altar von Schwarz, mit Änderungen erhalten)
- 1865: Mindelheim (Unterallgäu), Stadtpfarrkirche St. Stephan: Holzfiguren (signierte Madonna in der Kirche aufgestellt)
- 1866: Eurishofen (Ostallgäu), Pfarrkirche St. Dionysius Areopagita: Figuren und Reliefs (Altäre von Schwarz, 1952 zerschlagen; Reliefs jedoch erhalten)
- 1866/1868: Biessenhofen-Altdorf (Ostallgäu), Pfarrkirche Mariä Himmelfahrt: Umfangreiche Figurenausstattung (Altäre von Schwarz, 1962 entfernt. Nur 3 Figuren in der Fünf-Wunden-Kapelle (Hörmanshofen) auf dem Hörmanshofener Ottilienberg erhalten)
- 1870: Apfeltrang (Ostallgäu), Pfarrkirche St. Michael: Alle Figuren für drei Altäre und die Kanzel (Ausstattung bereits ab 1923 entfernt, Bruchstücke erhalten)
- Um 1870: Kaufbeuren: Steinfigur der Germania als Krieger- bzw. Siegesdenkmal (ausgeführt von Uhl, erhalten) und steinerne Büste des Fabrikdirektors Christoph Friedrich Schrader (von Beyrer signiert, erhalten)
- Ab 1871: Mauerstetten (Ostallgäu), Pfarrkirche St. Vitus: drei große Reliefgruppen als Bildersatz in hochbarocken Altären, Einzelfiguren, Ölberg (in situ erhalten)
- Ab 1876: Gestratz (Lindau), Pfarrkirche St. Gallus: Statuen und Reliefs für zwei Altäre (Kirche 1956 „purifiziert“; Beyrers monumentale Kreuzgruppe jetzt in der Aussegnungshalle)
- 1876–1881: Rettenbach am Auerberg, Pfarrkirche St. Vitus: Umfangreiche Figurenausstattung in neugotischen Altären (komplett erhalten)
- 1877: Eggenthal (Ostallgäu), Pfarrkirche St. Afra: Reiche Ausstattung mit dominierender Reliefgruppe „Tod der hl. Afra“ im Hochaltar (gut erhalten)
- Ab 1877: Altenstadt (Landkreis Weilheim-Schongau), Pfarrkirche St. Michael: Figurenausstattung (neuromanische Einrichtung ab 1961 völlig beseitigt; Mehrere Figuren gelangten in Privatbesitz, darunter der Kirchenpatron, datiert 1894.)
- 1878: Tutzing, Kloster der Missionsbenediktinerinnen: Steinerne Pietà für das Grabdenkmal der Familie von Ringseis (signiert, ehemals auf dem Alten Friedhof)
- Um 1880: Augsburg, Dom Mariä Heimsuchung: 14 Kreuzwegstationen (1934 entfernt, jetzt in Westheim (Stadt Neusäß))
- 1881: Oberrieden (Unterallgäu), Pfarrkirche St. Martin: Monumentale Martinsgruppe mit Pferd (im modernen Hochaltar übernommen; neuromanische Ausstattung 1949/1951 vollständig entfernt, einige wenige Figuren jedoch erhalten)
- Ab 1884: München-Giesing, Pfarrkirche Heilig Kreuz: Figurenschmuck des Hochaltars, Kanzelfiguren, 14 Kreuzwegstationen, 12 Apostelstatuen, Einzelfiguren und Reliefs (Arbeiten nur zum Teil eigenhändig, aber fast vollständig erhalten; eines der Hauptwerke Beyrers)
- Ab 1886: Augsburg, Stadtpfarrkirche St. Georg: Hochaltar- und Seitenaltarfiguren (darunter eine monumentale Kreuzigungsgruppe), 13 (!) Apostelstatuen, zwei Leuchterträgerengel, Pietà, Christus in der Ruhe (neugotische Ausstattung vor 1954 beseitigt, Figuren nur zum Teil erhalten)
- 1887: Eichstätt, Erlöserkirche: Steinrelief (Christus) über dem Eingang
- 1892/1893: Schwabniederhofen (Landkreis Weilheim-Schongau), Pfarrkirche Heilig Kreuz: Teil der Figurenausstattung in neugotischen Altären (komplett erhalten)
- 1895: Kaufbeuren, Stadtpfarrkirche St. Martin: Monumentaler Apostelzyklus (neu gefasst in Silber statt Farbfassung, gut erhalten)
- 1898: Imst, Museum im Ballhaus: Aufwändiges Altarrelief „Ave und Eva“

### Schriften
- Die Schule des Fr. Xa. Renn und seine Bedeutung für die Plastik. Manuskript im Museumsdepot Imst, Imst 1923 (= Renn-Geschichte.)